# باولو ديوغو
باولو ديوغو (بالبرتغالية: Paulo Diogo‏) هو لاعب كرة قدم برتغالي، ولد في 21 أبريل 1975 في Crissier ‏ في سويسرا. لعب مع نادي سيرفيت ونادي سيون ونادي شافهاوزن ونادي غرونوبل ونادي لوزان.

## وصلات خارجية
- باولو ديوغو على موقع رابطة كرة القدم الفرنسية للمحترفين (الإنجليزية)
- باولو ديوغو على موقع قاعدة بيانات كرة القدم.إي يو (الإنجليزية)